# Karl-Hampus Mörner
Erik Karl-Hampus Mörner af Morlanda, född 8 september 1919 i Göteborg, död 12 juni 1995 i Saltsjöbaden, var en svensk greve och civilingenjör.

## Biografi
Mörner avlade studentexamen i Sigtuna 1939 och reservofficersexamen 1942. Han studerade vid Kungliga Tekniska högskolan (KTH) 1946 och var anställd vid AB Ermi från 1946, vid Telefonaktiebolaget L M Ericsson 1953 och var produktchef vid AB Rifa från 1954. Han var styrelseledamot i AB Mörner och Wallin.
Mörner var son till civilingenjören Stellan Mörner och Elsa, född Bolinder. Han var 1944–1968 gift med Bertha Friis (1923–1997), dotter till generallöjtnanten Torsten Friis och Lotty, född Salin. Makarna var föräldrar till Angelica (född 1945), Louise (född 1948) och statsveterinär Torsten Mörner (född 1952).
Karl-Hampus Mörner är begravd på Skogsö kyrkogård.